# Галерија грбова Белорусије
Галерија грбова Белорусије обухвата актуелни грб Белорусије, њене историјске грбове, као и грбове њених 6 области и главног града, те рејона Белорусије.

## Актуелни грб Белорусије
- Грб Белорусије 
(1995 – сада)
- Грб Белорусије 
(1991-1995)

## Историјски грбови Белорусије
- Печат Александра Глебовича, кнеза Смоленска, пре 1313. године
- Печат Наримунта Гедиминовича, Полотског кнеза (1330)
- Печат Александра Михајловича, кнеза Псковског, 1331
- Печат Александра Наримунтовича, кнеза Пинског, пре 1350. године
- Коњаник са печатом великог кнеза Литваније Сигисмунда Кејстутовича (1432)
- Грб Литваније 
 (1435)
- Грб са надгробног споменика Јагело
 (из XV вијека.)
- Грб
 Велике кнежевине Литваније 
 (1555)
- Грб Великог кнежевина Литваније 
 (из 1581)
- Грб Витебшког војводства 
 (1584)
- Грб из Статута Велике Кнежевине Литваније 1588. године
- Грб са капија Вилнуса. Крајем 16. - почетком 17. века.
- Велики грб из Статута Велике Кнежевине Литваније, издање 1614
- Грб белоруског пука 1776-1783
- Елемент
 грба Руске империје 
 (1882)
- Грб Великог кнежевина Литваније у Руску Империју
 (1907)
- Грб Белоруске НР 
(1918-1919)
- Грб Раде Белоруске Народне Републике, 1950
- Амблем Белоруске ССР 
(1919-1927)
- Амблем Белоруске ССР 
(1927-1981)
- Амблем Белоруске ССР 
(1981-1991)

## Главни град
- Грб 
Града Минска

## Белоруске области
- Грб 
Брестске областиа
- Грб 
Гомељске области
- Грб 
Гродненске области
- Грб 
Могиљовске области
- Грб 
Минске области
- Грб 
Витепске области

## Белоруски градови и рејони

### Градови и рејони у Брестовској области
- Баранавичи
- Брест
- Пинск
- Баранавички рејон
- Бјарозавски рејон
- Брестски рејон
- Ганцавички рејон
- Драгичински рејон
- Жабинкавски рејон
- Иванавски рејон
- Ивацевички рејон
- Камјанечки рејон
- Кобрински рејон
- Лунинечки рејон
- Микашевичи
- Љахавички рејон
- Пински рејон
- Пружански рејон
- Столински рејон
- Давид Гарадок

### Градови и рејони у Витепској области
- Витепск
- Новаполацк
- Орша
- Полацк
- Браславски рејон
- Горњодвински рејон
- Витепски рејон
- Глибочки рејон
- Гарадочки рејон
- Докшички рејон
- Дубровенски рејон
- Лепељски рејон
- Љозненски рејон
- Мјорски рејон
- Дисна
- Оршански рејон
- Барањ
- Полацки рејон
- Паставски рејон
- Расонски рејон
- Сененски рејон
- Талачински рејон
- Ушачки рејон
- Чашнички рејон
- Новалукомљ
- Шаркавшчински рејон
- Шумилински рејон

### Градови и рејони у Гомељској области
- Гомељ
- Буда-Кашаљовски рејон
- Веткавски рејон
- Гомељски рејон
- Добрушки рејон
- Јељски рејон
- Житкавички рејон
- Турав
- Жлобински рејон
- Калинкавички рејон
- Кармјански рејон
- Лељчички рејон
- Лојевски рејон
- Мазирски рејон
- Наровљански рејон
- Петрикавски рејон
- Речички рејон
- Василевичи
- Рагачовски рејон
- Светлагорски рејон
- Хојнички рејон
- Чачерски рејон

### Градови и рејони у Гроднианској области
- Гродно
- Бераставички рејон
- Вавкавски рејон
- Воранавски рејон
- Гродњенски рејон
- Скидзељ
- Зељвански рејон
- Ивјевски рејон
- Карелички рејон
- Лидски рејон
- Бјарозавка
- Мастовски рејон
- Навагрудски рејон
- Ашмјански рејон
- Астравечки рејон
- Свислачки рејон
- Слонимски рејон
- Смаргоњски рејон
- Дзјатлавски рејон
- Шчучински рејон

### Градови и рејони у Минској области
- Жодзина
- Беразински рејон
- Вилејски рејон
- Валожински рејон
- Дзјаржински рејон
- Фанипаљ
- Клецки рејон
- Капиљски рејон
- Крупкијски рејон
- Лагојски рејон
- Љубањски рејон
- Мински рејон
- Заславје
- Маладзеченски рејон
- Мјадзелски рејон
- Њасвишки рејон
- Пухавицки рејон
- Слуцки рејон
- Смаљавички рејон
- Салигорски рејон
- Стародарошки рејон
- Стовпцовски рејон
- Уздански рејон
- Червењски рејон

### Градови и рејони у Могиљовској области
- Бабрујск
- Могиљов
- Асиповички рејон
- Бабрујски рејон
- Бихавски рејон
- Глуски рејон
- Горкијски рејон
- Дрибински рејон
- Киравски рејон
- Климавички рејон
- Кличавски рејон
- Касцјуковички рејон
- Краснапољски рејон
- Кричавски рејон
- Кругљански рејон
- Могиљовски рејон
- Мсциславски рејон
- Славгарадски рејон
- Хоцимски рејон
- Чавуски рејон
- Черикавски рејон
- Шкловски рејон